# Ronald Harwood
Ronald Harwood, född Ronald Horwitz den 9 november 1934 i Kapstaden, död 8 september 2020 i Sussex i Storbritannien, var en sydafrikansk författare, dramatiker och manusförfattare.  
Han utbildade sig vid Seapoint Boys’ High School i Kapstaden. 

## Teaterarbete
Harwood flyttade till London 1951 i en strävan efter att uppnå en karriär inom teatern. Efter att ha utbildat sig för scenen vid Royal Academy of Dramatic Art, gick han med i Shakespeare Company som drevs av Sir Donald Wolfit. Mellan åren 1953 och 1958 var Harwood Sir Donalds personliga påklädare. Han kom senare att använda denna erfarenhet när han skrev sitt skådespel, The Dresser. Han skrev även en biografi över Sir Donald Wolfit: Sir Donald Wolfit CBE: His life and work in the Unfashionable Theatre. 
1959, efter att ha lämnat the Wolfit company, anslöt han sig till 59 Theatre Company för en säsong vid Lyric Hammersmith.

## Författarkarriär
På 1960-talet påbörjade han en ny karriär som en ganska produktiv författare av romaner, skådespel och fackböcker. Han arbetade också som manusförfattare till film, men skrev sällan originalmanus direkt för film, utan omarbetade/anpassade vanligtvis befintligt material till filmen, ibland sina egna verk så som The Dresser.

### Dramatiker och teaterhistoriker
Ett återkommande tema i Harwoods verk är fascinationen för scenen, dess skådespelare och scenarbetare som i exempelvis The Dresser, hans skådespel, After the Lions (om Sarah Bernhardt), Another Time (ett delvis självbiografiskt stycke om en begåvad Sydafrikansk pianist), Quartet (om en åldrande operasångare) och hans bok All the World's a Stage, om teaterns historia.

## Skådespel
- March Hares (Liverpool, 1964)

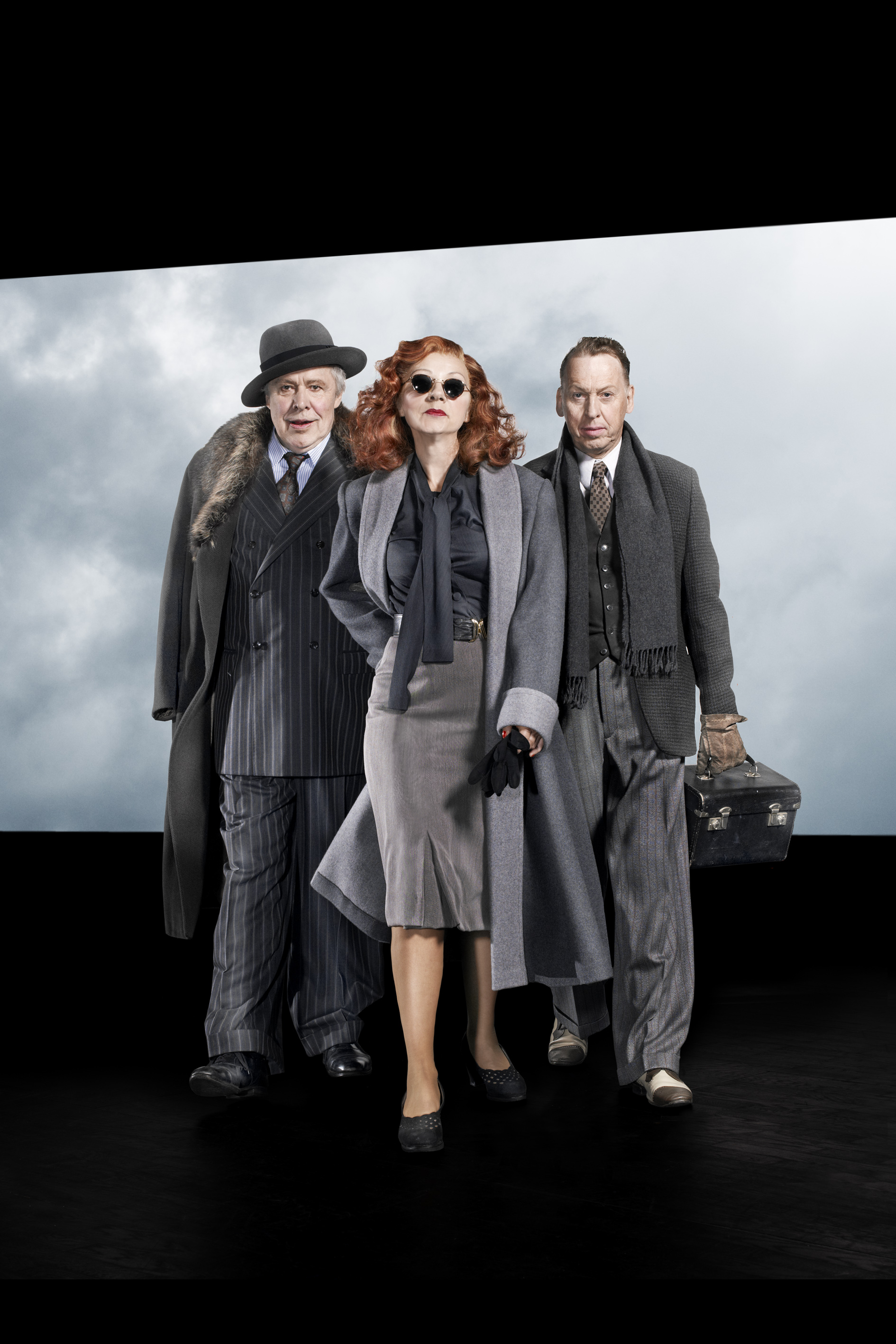
Sven Wollter, Marie Delleskog och Tomas von Brömssen i Påklädaren.

- Country Matters (69 Theatre Company, Manchester, 1969)
- The Good Companions (musikal av André Previn), libretto (Her Majesty's Theatre, 1974)
- The Ordeal of Gilbert Pinfold, manus med Evelyn Waughs roman som underlag (Royal Exchange Theatre, Manchester och Round House, London, 1977)
- A Family (Manchester and the Theatre Royal, Haymarket, 1978)
- The Dresser (Manchester and Queen's Theatre, 1980; Duke of York's Theatre, 2005)
- After the Lions (Manchester, 1982)
- Tramway Road (Lyric Hammersmith,1984)
- The Deliberate Death of a Polish Priest (Almeida Theatre, 1985)
- Interpreters (Queen's Theatre, 1985)
- J J Farr (Theatre Royal, Bath och Phoenix Theatre, 1987)
- Ivanov, översättning av Anton Tjechovs pjäs (Strand Theatre,1989)
- Another Time (Bath och Wyndham's Theatre,1989)
- Reflected Glory (Darlington och Vaudeville Theatre, 1992)
- Poison Pen, om kompositören Peter Warlocks död (Manchester, 1993))
- Taking Sides, om dirigenten Wilhelm Furtwangler (Minerva Theatre, Chichester,1995)
- The Handyman (Minerva Theatre, Chichester, 1996)
- Quartet (Albery Theatre, 1999)
- Goodbye Kiss/Guests, (Orange Tree Theatre, 2000)
- Mahler's Conversion (Yvonne Arnaud Theatre, Guildford och Aldwych Theatre, 2001)
- See U Next Tuesday, manus med Francis Vebers Diner de Cons som underlag (Gate Theatre, Dublin, 2002 and Albery Theatre, 2003)

I februari 2008 hade hans pjäs An English Tragedy, baserad på en sann historia om den brittiska fascisten John Amery världspremiär på Palace Theatre i Watford i en uppsättning regisserad av Di Trevis.

### Manusförfattare
Harwood var även intresserad av andra världskriget, vilket visar sig i filmerna Operation Daybreak, The Statement, The Pianist, och i hans skådespel som har blivit film Taking Sides som baseras på sanna historier, i de två sista filmerna är det musiker som är huvudpersoner.
Han skrev även manus till filmerna, The Browning Version (1994) med Albert Finney, Being Julia (2004) med Annette Bening och Jeremy Irons, och Roman Polanskis version av Oliver Twist (2005) med Ben Kingsley. 
Han vann en Oscar för manuset till The Pianist, och hade tidigare varit nominerad för The Dresser in 1983. Harwood fick sin tredje Oscarnominering 2007 för sitt manus av Jean-Dominique Bauby memoarer, Fjärilen i glaskupan, för vilken han även vann en BAFTA.

### Övrigt
Harwood var ordförande för Engelska PEN-klubben från 1989 till 1993, och för Internationella PEN-klubben från 1993 till 1997. Han var ordförande för the Royal Society of Literature (2001 till 2004) och för the Royal Literary Fund (2005). Han blev medlem av Royal Society of Literature 1974.

## Filmografi (urval)
Manus, om inget annat sägs.
- Australia (2008)
- Love in the Time of Cholera (2007)
- Fjärilen i glaskupan (2007)
- Oliver Twist (2005)
- Being Julia (2004)
- The Statement (2003)
- The Pianist (2002)
- Taking Sides (2001)
- Cry, the Beloved Country (1995)
- The Browning Version (1994)
- The Doctor and the Devils (1985) (från ett manuskript av Dylan Thomas)
- Påklädaren (1983) (manus och Producent)
- Attentat i gryningen (1975)
- One Day in the Life of Ivan Denisovich (1971)
- Eyewitness (1970)
- A High Wind in Jamaica (1965)
- Private Potter (1962)